# Friedenskirche (Handschuhsheim)

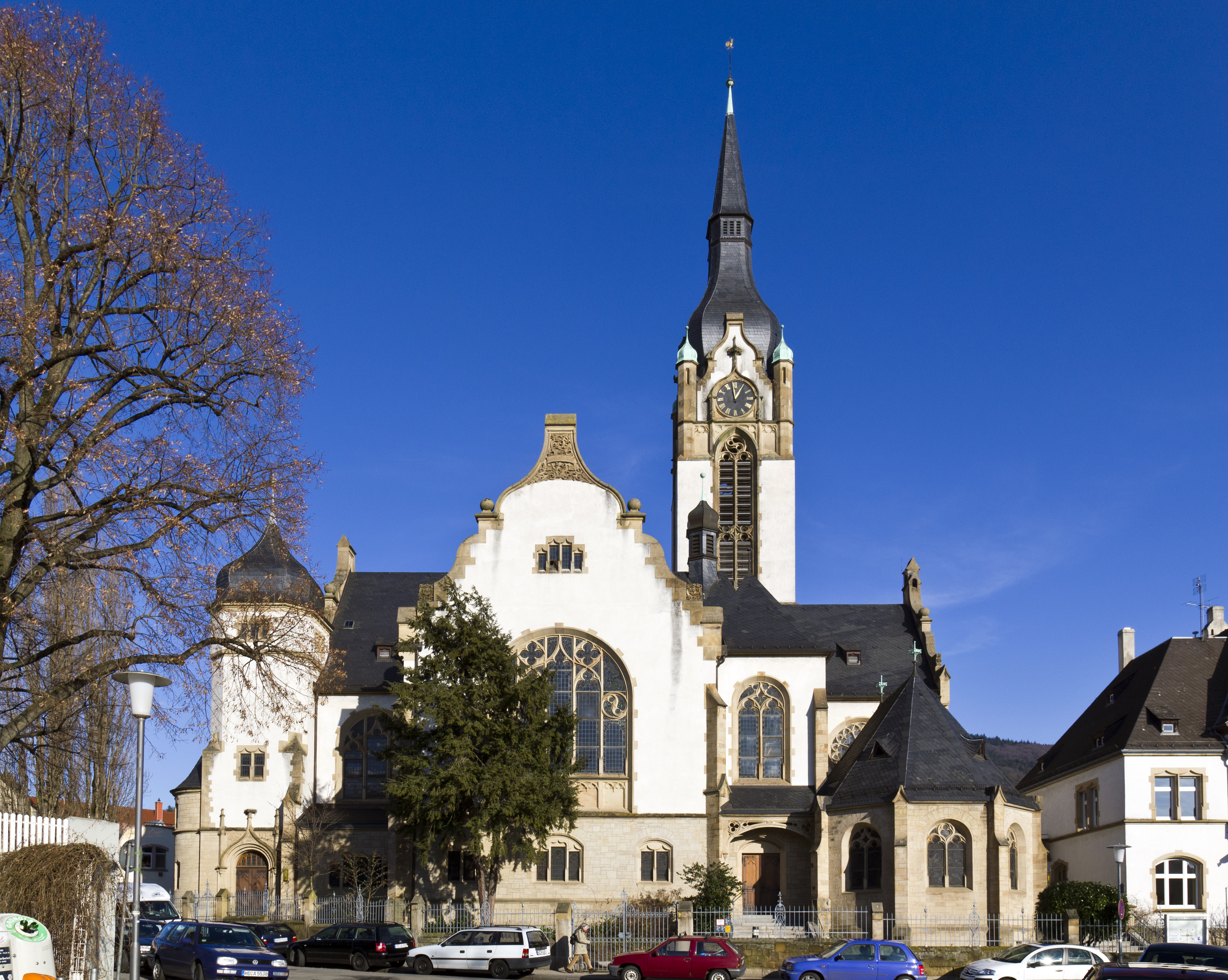
Die Friedenskirche von Südwesten

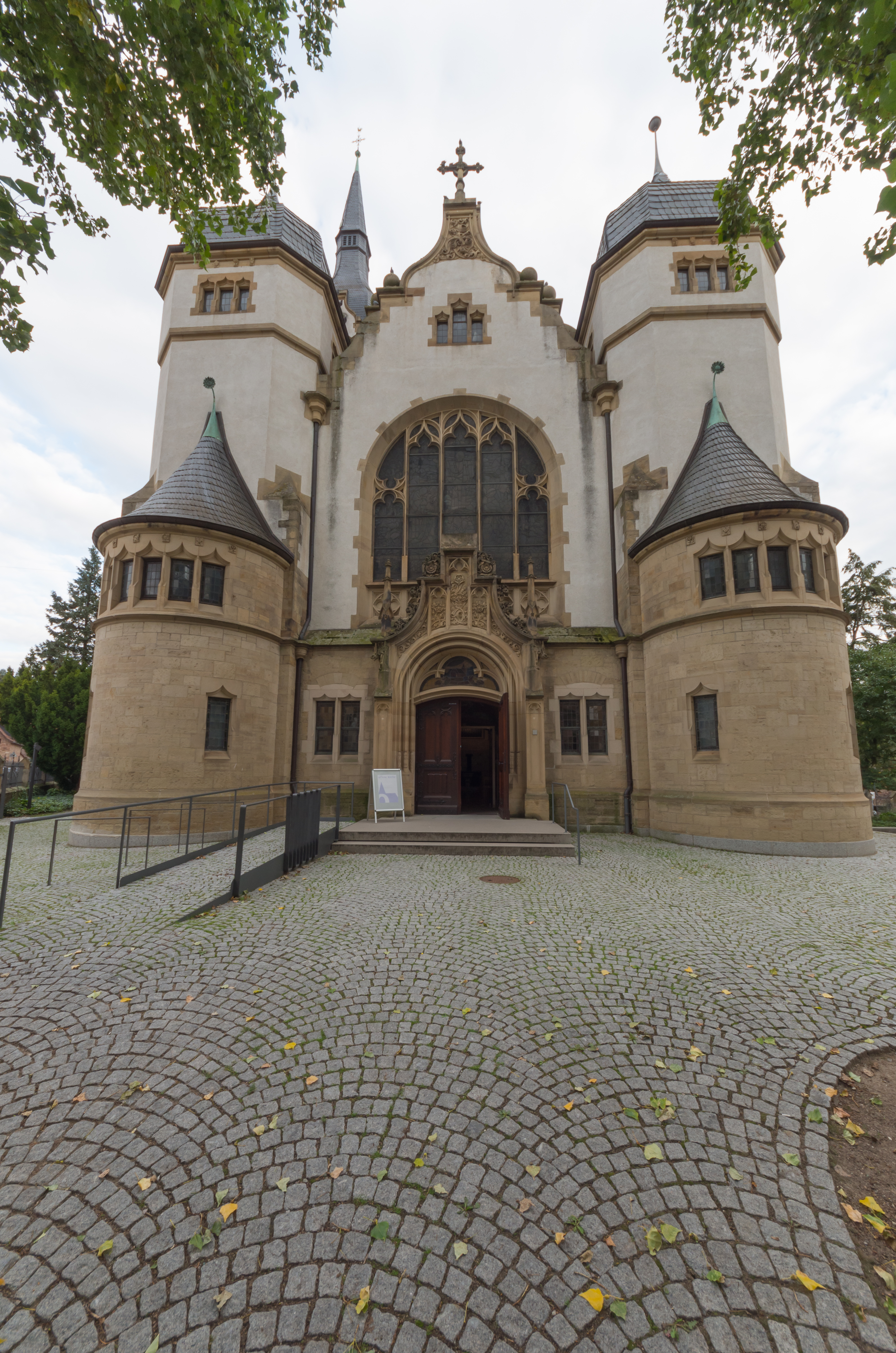
Das Hauptportal

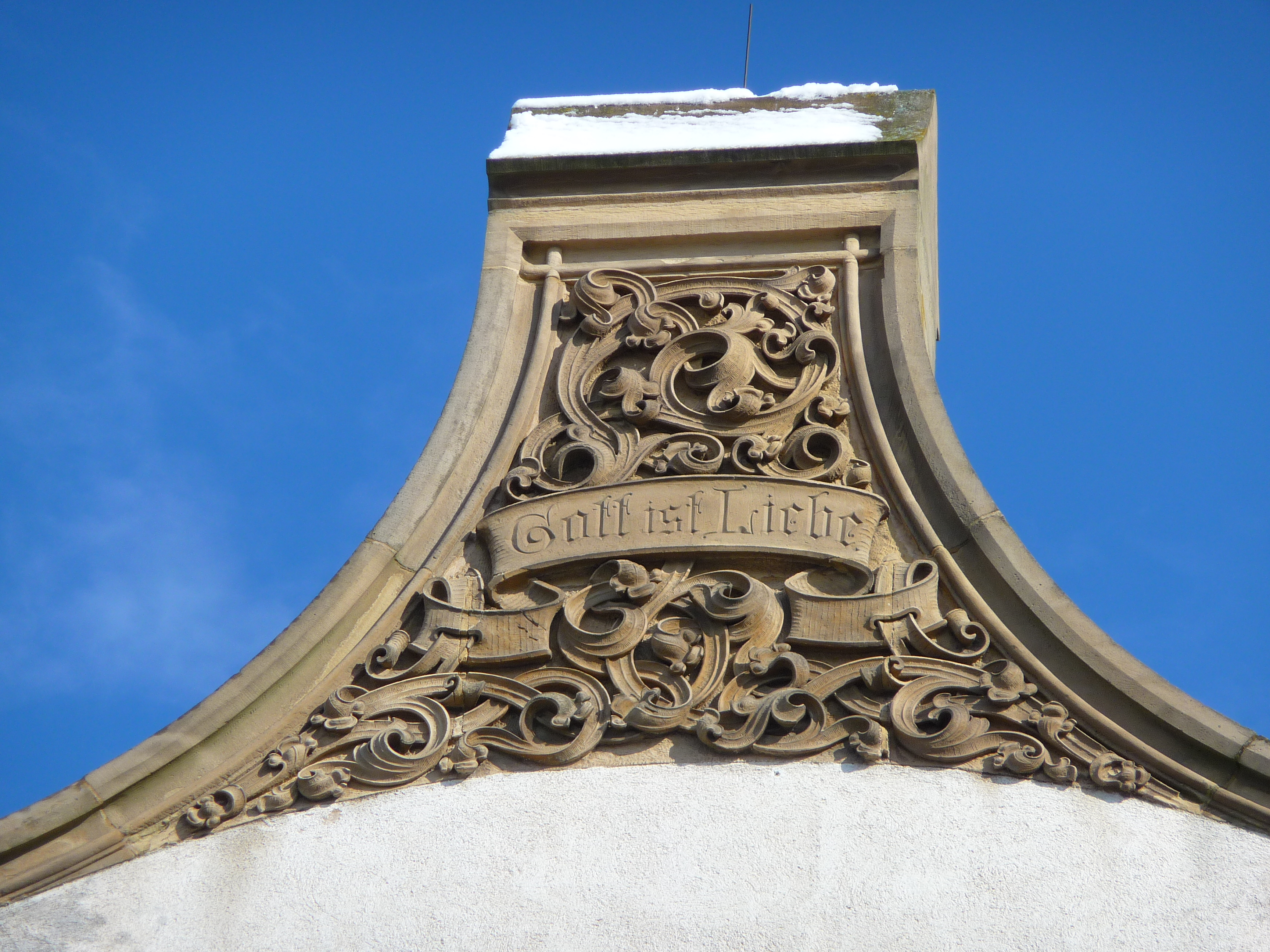
Detail der Fassade

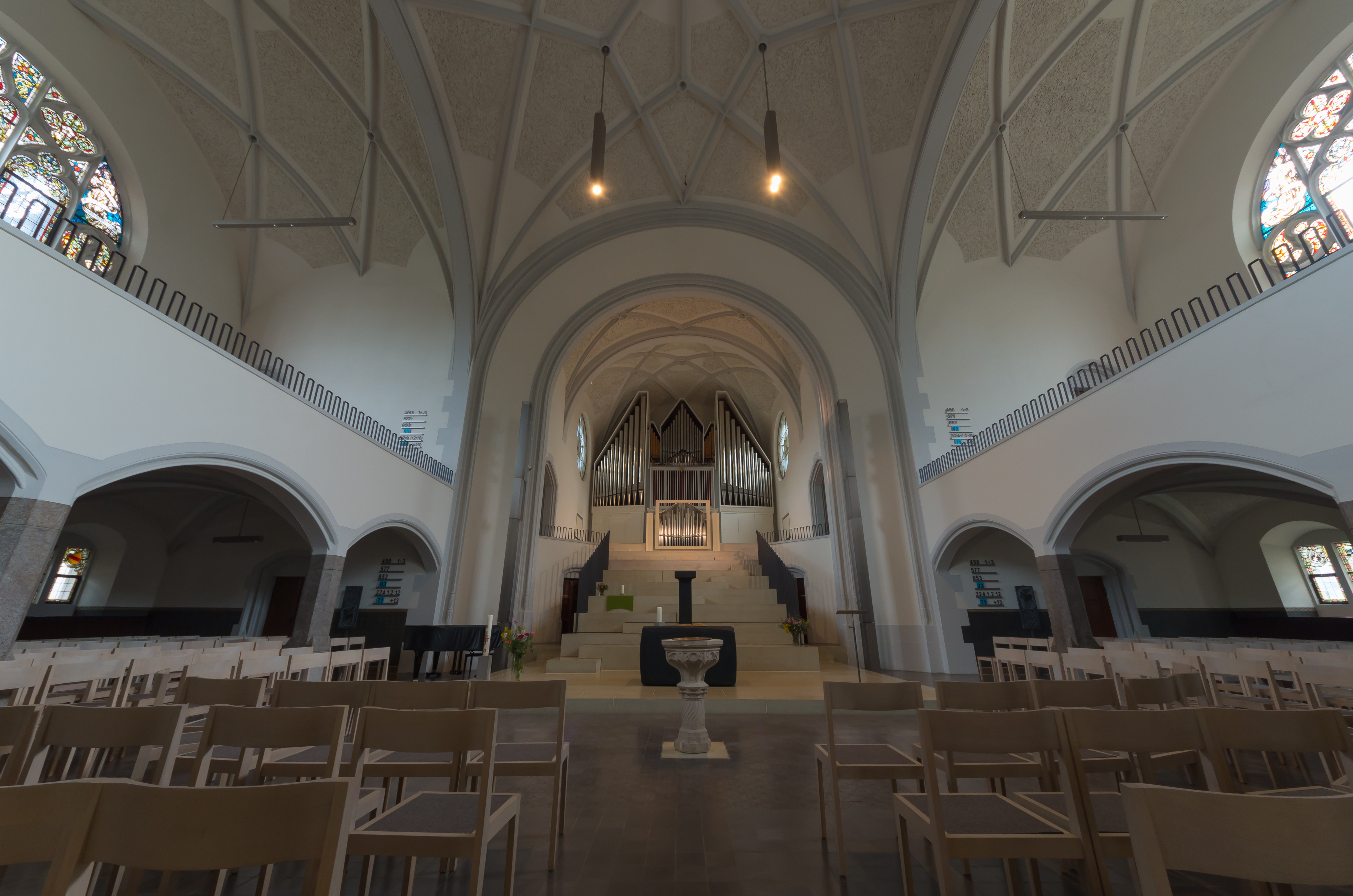
Der Innenraum

Die Friedenskirche ist eine evangelische Kirche im Heidelberger Stadtteil Handschuhsheim, die in den Jahren 1908 bis 1910 nach Plänen von Hermann Behaghel erbaut wurde und als einer der Höhepunkte seines Schaffens gilt.

## Geschichte
Die alte Handschuhsheimer Dorfkirche ist die bis ins 8. Jahrhundert zurückgehende St.-Vitus-Kirche. Mit dem Bergsträßer Rezess kam Handschuhsheim 1650 vom katholischen Kurmainz zur protestantischen Kurpfalz und St. Vitus wurde fortan von beiden Konfessionen als Simultankirche verwendet. 1905 wurde St. Vitus den Katholiken zur alleinigen Nutzung überlassen und kurz darauf mit dem Bau einer neuen, größeren evangelischen Kirche begonnen.
Die Pläne für den Bau stammten vom Großherzoglichen Oberbaurat Hermann Behaghel, der zuvor in Heidelberg schon die Johanneskirche in Neuenheim, die Christuskirche in der Weststadt und die Kreuzkirche in Wieblingen entworfen hatte. Bei der Friedenskirche handelt es sich wohl um den aufwändigsten und modernsten Bau Behaghels. Die Grundsteinlegung für den Bau fand am 14. Juni 1908 statt, die Kirche und das zugehörige Pfarrhaus konnten am 29. Juni 1910 geweiht werden. Die ursprünglichen Glocken mussten 1917 zu Rüstungszwecken abgeliefert werden. Als Ersatz kamen 1920 neue Glocken aus Gussstahl. In den Jahren 1959 bis 1961 wurde die Kirche renoviert und erhielt neue Prinzipalien, die von Edzard Hobbing gestaltet wurden, sowie eine neue Walcker-Orgel.

## Beschreibung
Die Friedenskirche befindet sich auf einer kleinen Anhöhe am Rand des alten Dorfkerns hinter der Tiefburg. In der östlichen Ecke ist der Turm angebaut, der mit seinen 61 Metern Höhe das Bild des Stadtteils prägt. Aufgrund der freistehenden Lage weist die Kirche drei unterschiedlich gestaltete Schauseiten auf. Die Nordwestfassade mit dem Hauptportal wird von zwei Treppentürmen flankiert. Mit diesen und weiteren turmartigen Anbauten erinnert die Kirche – mit Bezug auf die Tiefburg wohl nicht zufällig – an eine Burganlage. Der Stil der Kirche ist eine phantasievolle Mischung von Elementen der Spätgotik, der Renaissance und des Jugendstils.
Der Grundriss basiert auf einem griechischen Kreuz mit vier Emporen und Rippengewölben. Es handelt sich um einen Zentralbau und eine typische Predigtkirche. Die Gestaltung folgt konsequent dem Wiesbadener Programm, das die Funktionalität des Kirchenraums in den Vordergrund stellt und die Einheit von Kanzel, Altar und Orgel propagiert. Diese befanden sich zusammen mit dem Taufstein in einer Linie über- bzw. hintereinander. Diese Anordnung wurde bei der Renovierung 1959–61 aufgehoben, ebenso wie die farbige Fassung des Innenraums mit Sternenhimmel und Rankenwerk entfernt wurde.
Die Glasfenster stammen aus der Erbauungszeit, sie wurden von Rudolf Yelin entworfen und in der Heidelberger Glasmalerei Beiler angefertigt.

## Umgestaltung
In den Jahren 2011 und 2012 wurde die Friedenskirche nach langen Diskussionen renoviert und umgestaltet.
Im Oktober 2007 hatte das einstimmige Votum als Ergebnis eines Architekten-Wettbewerbs mit den Entwürfen von fünf Architekturbüros
sich für den Entwurf der Architekten-Arbeitsgemeinschaft AAg Loebner · Schäfer · Weber aus Heidelberg entschieden.
Das Raumkonzept sollte sich dabei wieder der ursprünglichen Form annähern und die bei der Renovierung 1959–61 aufgehobene axiale Anordnung von Orgel, Kanzel und Altar gemäß den Thesen des Wiesbadener Programms in moderner Form wiederhergestellt werden. Der neu geschaffene schwarze Bronzealtar wurde in die Mitte gerückt, dahinter verbindet eine Stufenanlage den Gemeinderaum mit der Orgelempore und bietet Platz für Prediger wie Musiker. Insbesondere der Einbau dieser Stufenanlage war umstritten und hat zu heftigen Kontroversen in der Gemeinde geführt. Am 30. September 2012 wurde die renovierte Kirche wieder eingeweiht.

## Orgel

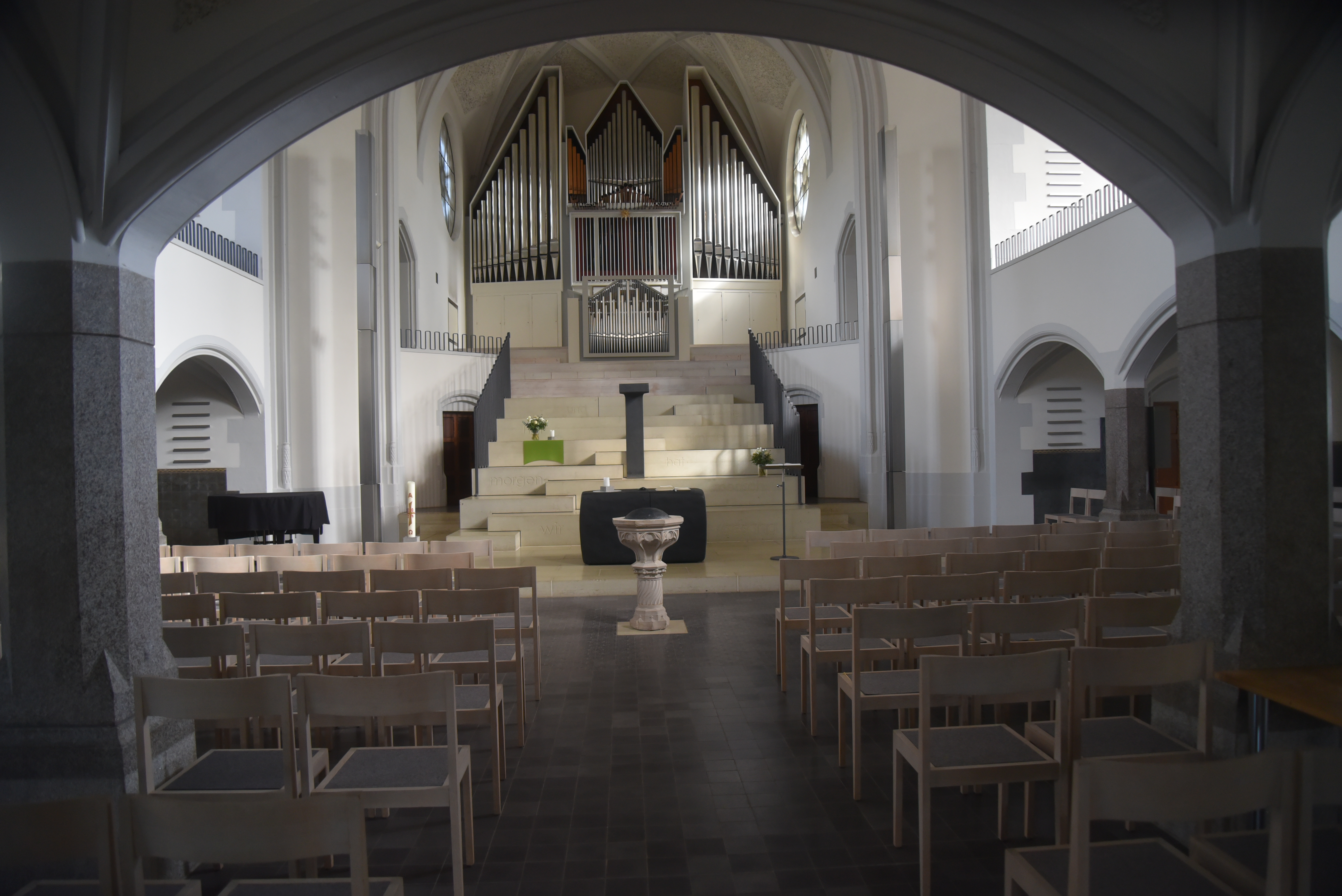
Kirchenraum mit Blick auf die Orgel

Die Orgel wurde 1910 von Orgelbau Steinmeyer mit 33 Registern auf zwei Manualwerken und Pedal erbaut. 1960 wurde das Instrument durch einen Neubau von Walcker ersetzt. 1991 wurde das Instrument umdisponiert und neuintoniert. Im Zuge der Veränderung des Kirchenraums im Jahre 2012 wurde die Orgel von Orgelbau Lenter optisch umgestaltet und umdisponiert und erhielt u. a. ein neues Rückpositivgehäuse. Das Instrument hat heute 44 Register auf Schleifladen. Die Spieltrakturen sind mechanisch. Die Registertrakturen sind elektrisch.
| I Rückpositiv C–g3 |                   |       |
| 01.                | Singend Gedeckt 0 | 8'    |
| 02.                | Prinzipal         | 4'    |
| 03.                | Rohrflöte         | 4'    |
| 04.                | Quinte            | 2 ⁄3' |
| 05.                | Schwiegel         | 2'    |
| 06.                | Oktävlein         | 1'    |
| 07.                | Sesquialter II    | 2 ⁄3' |
| 08.                | Zimbel III        | 1⁄2'  |
| 09.                | Krummhorn         | 8'    |
| 0.                 | Tremulant         |       |

| II Hauptwerk C–g3 |                    |        |
| 10.               | Gedecktpommer      | 16'    |
| 11.               | Prinzipal          | 08'    |
| 12.               | Rohrflöte          | 08'    |
| 13.               | Gamba              | 08'    |
| 14.               | Prinzipalschwebung | 08'    |
| 15.               | Oktave             | 04'    |
| 16.               | Gemshorn           | 04'    |
| 17.               | Oktave             | 02'    |
| 18.               | Mixtur IV          | 01 ⁄3' |
| 19.               | Helle Trompete     | 08'    |
| 20.               | Spanische Trompete | 08'    |
|                   | Zimbelstern        |        |

| III Schwellwerk C–g3 |                |         |
| 21.                  | Doppelflöte    | 08'     |
| 22.                  | Grobgedeckt    | 08'     |
| 23.                  | Salicional     | 08'     |
| 24.                  | Quintade       | 08'     |
| 25.                  | Prinzipal      | 04'     |
| 26.                  | Koppelflöte    | 04'     |
| 27.                  | Prinzipal      | 02'     |
| 28.                  | Terz           | 01 3⁄5' |
| 29.                  | Rohrquinte     | 01 ⁄3'  |
| 30.                  | Nachthorn      | 01'     |
| 31.                  | Scharfmixtur V | 01'     |
| 32.                  | Dulcian        | 16'     |
| 33.                  | Oboe           | 08'     |
|                      | Tremulant      |         |

| Pedalwerk C–f1 |                  |         |
| 34.            | Prinzipal        | 16'     |
| 35.            | Subbass          | 16'     |
| 36.            | Oktavbass        | 08'     |
| 37.            | Spitzflöte       | 08'     |
| 38.            | Dolkan           | 04'     |
| 39.            | Oktave           | 02'     |
| 40.            | Rauschpfeife III | 05 1⁄3' |
| 41.            | Mixtur IV        | 02 ⁄3'  |
| 42.            | Posaune          | 16'     |
| 43.            | Trompete         | 08'     |
| 44.            | Clairon          | 04'     |

- Spielhilfen, Koppeln: I/II, III/II, III/I, I/P, II/P, III/P, Setzeranlage, Tutti, Registercrescendotritt